# Return of the Super Ape
Return of the Super Ape je osamnaesti studijski album sastava The Upsetters, a devetnaesti ukupno. Izašao je u srpnju 1977. godine pod diskografskom etiketom Lion of Judah i Perryjevom etiketom Upsetter Records. Sniman je tijekom 1976. u studiju Black Ark Leeja Perryja. Producirao ga je Lee Scratch Perry. Žanrovski pripada dubu i roots reggaeu. Posljednji je album sastava The Upsetters prije nego što je Perry zatvorio svoj studio Black Ark.
Album je reizdalo još nekoliko izdavačkih kuća. 1998. godine ga je izdala kuća Jet Star na CD-u uz pet dodatnih skladba, ponešto drukčijim naslovom, The Original Super Ape i naslovnicom koju je dizajnirao Lloyd Robinson.
Sve pjesme je skladao Lee Perry, koji je i autor svih stihova.

## Popis pjesama

### Return of the Super Ape

#### Strana A
1. Dyon Anaswa - Full Experience - (tekst: Perry)
2. Return of the Super Ape - Lee Perry (tekst: Perry)
3. Tell Me Something Good - The Upsetters (tekst: Perry)
4. Bird in Hand - Sam Carty (tekst: Perry)
5. Crab Yars - The Upsetters (tekst: Perry)

#### Strana B
1. Jah Jah Ah Natty Dread - Lee Perry (tekst: Perry)
2. Psycha & Trim - Lee Perry  (tekst: Perry)
3. The Lion - The Upsetters (tekst: Perry)
4. Huzza A Hana - Lee Perry  (tekst: Perry)
5. High Ranking Sammy - Lee Perry  (tekst: Perry)

### The Original Super Ape
1. Bag of Collie - Dillinger
2. Down Here in Babylon - Brent Dowe
3. Dyon Anaswa - Full Experience
4. Return of the Super Ape - Lee Perry
5. Tell Me Something Good - The Upsetters
6. Bird in Hand - The Upsetters
7. Crab Yars - The Upsetters
8. Shoulder to the Wheel - The Upsetters
9. Jah Jah Ah Natty Dread - Lee Perry
10. Psyche And Trim - Lee Perry
11. The Lion - The Upsetters
12. Earth a Go Wheel - The Flying Sensation
13. Huzza A Hana - Lee Perry
14. High Ranking Sammy - Lee Perry
15. Weak Heart a Go Feel It - The Upsetters

## Vanjske poveznice
- (engleski) Roots-archives  Arhivirana inačica izvorne stranice od 16. rujna 2007. (Wayback Machine) Return of the Super Ape
- (engleski) Roots-archives  Arhivirana inačica izvorne stranice od 2. prosinca 2008. (Wayback Machine) The Original Super Ape
- (engleski) Ethernal Thunder  Arhivirana inačica izvorne stranice od 28. kolovoza 2008. (Wayback Machine) Return of the Super Ape